# Pontificalis Domus
Апостольское письмо motu proprio Pontificalis Domus (рус. Папский Дом) — было издано Папой римским Павлом VI от 28 марта 1968 года на пятом году его понтификата. Его цель состояла в реорганизации Папского дома, который был известен как Папский двор перед обнародованием письма.

## Содержание

### Введение
Павел VI начинает письмо с обоснования реорганизации Папского Дома. Он отмечает, что «многие из служб, которые были поручены членам Папского Дома были лишены функций, продолжая существовать как чисто почётные должности, без особого соответствие конкретным требованиям времени» (Введение). Его целью в реорганизации этой структуры будет подчеркнуть «по сути духовную» миссию Папы, а также обеспечить достойное обслуживание гражданских и международных аспектов Папского служения.
Исходя из этого он делит Папский Дом на две части: Капелла (Capella) и Фамилия (Familia): Папская Капелла будет помогать Папе в исполнении его роли духовного лидера Римско-католической Церкви, в то время как Фамилия будет служить Папе постольку, поскольку он публично признан государем.
В заключение введения Павел VI восстанавливает «оригинальное и благородное» имя Папского двора: Папский Дом (primigeno et illustri vocabulo Pontificalis Domus tantummodo appellabitur).

### Раздел I: Папский Дом
Первый раздел имеет дело с всеобъемлющей структурой Папского Дома. В нём говорится, что Папский Дом состоит из духовенства и мирян (1, § 1). Все члены Папского Дома находятся в распоряжении префекта Апостольского дворца (2), но все они, как священнослужители, так и миряне, назначены Верховным Понтификом (3, § 1). Срок полномочий всех членов Папской Капеллы подлежит нормам, установленным в 1967 году апостольской конституцией Regimini Universae Ecclesiae, которая реформировала Римскую курию; миряне назначаются на должности сроком на пять лет, но Папа может продлить срок действия их полномочий (3, § 2). Все посты освобождаются на период вакансии Святого Престола, никакие посты не являются наследственными (3, § 3 и § 4). Кроме того, все церемонии Папского дома отнесены к категории либо священных, либо гражданских (sacrae aut civiles); священные церемонии либо торжественные, либо обычные. (Примеры торжественных церемоний: коронация Папы, канонизация и т. д.) Гражданские церемонии отличаются как аудиенции официального или неофициального характера (4).

### Раздел II: Папская Капелла
Второй раздел посвящён организации Папской Капеллы. Раздел объявляет, что Папская Капелла состоит из следующих категорий лиц (6, § 1):
- члены различных степеней Священной Коллегии Кардиналов;
- патриархи, архиепископы, епископы и епархи, помощники Папского трона, как латинского, так и восточного обрядов;
- вице-камерленго Святой Римской Церкви;
- начальствующий прелат каждой из Священных Конгрегаций, секретарь Верховного Трибунала Апостольской Сигнатуры и декан Трибунала Священной Римской Роты;
- регент Священной Апостольской Пенитенциарии;
- регент Апостольской Канцелярии;
- начальствующий прелат трёх секретариатов;
- председатель Папского Совета по массовым коммуникациям;
- аббат Монтекассино и генеральные аббаты регулярных каноников Святого Августина и монашеских орденов;
- генеральный настоятель, а в его отсутствие — генеральный эконом каждого из нищенствующих орденов;
- Аудиторы Трибунала Священной Римской Роты;
- голосующие члены Верховного Трибунала Апостольской Сигнатуры;
- члены капитулов трёх патриарших базилик (Латеранской, Ватиканской и Либерийской);
- консисторские адвокаты (Avvocati Concistoriali);
- приходские священники Рима;
- клирики Папской Капеллы;
- члены Папского Совета по делам мирян и Комиссии Justitia et Pax;
- те, кто находится на личной службе (familiari) у Папы римского.

Следующие должности были упразднены или изменены: Палатинских кардиналов (Cardinali Palatini)); прелатов di fiocchetto, князей-помощников Папского трона (Principi assistenti al Soglio); Мажордома Его Святейшества, министра внутренних дел, начальника Святого Духа; римского магистрата; великого магистра Священного Апостольского Странноприимного Дома; почётных камергеров in abito paonazzo (одетых в пурпур); тайных капелланов и тайных почётных капелланов; тайных клириков; исповедника Папской Фамилии; аколитов-свеченосцев (Ceroferari); ординарных папских капелланов; привратников Virga Rubea; хранителя Священной Тиары; жезлоносца; и Апостольского глашатая (Cursori Apostolici) (6, § 4).
Последний пункт этого раздела определяет роль клириков Папской Капеллы, которые должны помогать Святейшему Отцу у алтаря под руководством папского церемониймейстера. Упразднены должности тайных капелланов и тайных почётных капелланов, тайных клириков, аколитов-свеченосцев (Ceroferari), ординарных папских капелланов и привратников Virga Rubea, которые должны быть объединены под общим названием «Клирики Папской Капеллы» (6, § 5).

### Раздел III: Папская Фамилия
Третий и последний раздел документа посвящён Папской Фамилии. Фамилия состоит как из церковных, так и из светских членов. Церковными членами являются следующие (7, § 1):
- заместитель Государственного секретаря и секретарь шифра;
- секретарь Совета по общественным делам Церкви;
- раздатчик милостыни Его Святейшества;
- генеральный викарий Его Святейшества в Ватикане;
- президент Папской Церковной Академии;
- богослов Папского Дома;
- секретарь бреве князьям;
- секретарь латинских писем;
- апостольские протонотарии;
- прелаты передней;
- папские церемониймейстеры;
- почётные прелаты Его Святейшества;
- капелланы Его Святейшества;
- апостольская проповедник.

Светскими членами Папской Фамилии являются следующие (7, § 2):
- князья-помощники Папского трона;
- делегат Папской Комиссии по делам государства-града Ватикана;
- генеральный советник государства-града Ватикана;
- командующий папской почётной гвардии;
- командующий швейцарской гвардии;
- командующий Палатинской почетной гвардии;
- командующий Папской жандармерии;
- советники государства-града Ватикана;
- президент Папской академии наук;
- дворяне Его Святейшества;
- экономы Апостольских дворцов;
- сотрудники передней (Addetti di Anticamera);
- те, кто находится на личной службе (familiari) Папы римского.

В третьем разделе продолжаются упраздняться следующие посты и должности: Палатинских кардиналов (Cardinali Palatini)); Палатинских прелатов (то есть Мажордом Его Святейшества, магистр палаты (Maestro di Camera), аудитор Его Святейшества); великого магистра Священного Апостольского Странноприимного Дома; главного квартирмейстера (Foriere Maggiore) Священного Апостольского дворца; шталмейстера Его Святейшества (Cavallerizzo Maggiore di Sua Santità), генерального управляющего почты; хранителей Золотой розы; секретаря посольства; освобождённых от службы Дворянской гвардии; почётных камергеров in abito paonazzo (одетых в пурпур); почётных камергеров extra Urbem (недалеко от Рима); тайных капелланов и тайных почётных капелланов; тайных почётных капелланов extra Urbem (недалеко от Рима); тайных клириков; ординарных папских капелланов; исповедника Папской Фамилии; и тайного стольника (Scalco Segreto) (7, § 3).
Магистр Священного Апостольского дворца сохраняет свою должность, но под именем Богослова Папского Дома (7, § 4). Титулы участвующих тайных камергеров (Camerieri Segreti Partecipanti) упраздняются; тайный раздатчик милостыни и ризничий Его Святейшего остаются в должности, но они соответственно занимают титулы Раздатчика милостыни Его Святейшества и генерального викария Его Святейшества для Ватикана. секретарь бреве князьям и секретарь латинских писем сохраняют свои титулы. Обязанности секретаря Посольства и секретарь Гардероба были заменены на должности прелатов передней. Титул суб-аудитора (Subdatarius) по-прежнему упразднён в названии и должности (7, § 5). Придворные прелаты и тайные внештатные камергеры остаются частью Папской Фамилии, но отныне будут называться, соответственно, почётные прелаты Его Святейшества и капелланы Его Святейшества. Точно так же тайные камергеры меча и мантии (di cappa e spada) сохранились под титулом дворяне Его Святейшества, а Bussolanti взяли новый название сотрудники передней (7, § 7).
Многие должности почётных церковных титулов, то есть те, которым даётся церковное титулование монсеньоры — сводятся к трем категориям: апостольские протонотарии (de numero и внештатных), почётные прелаты Его Святейшества и капелланы Его Святейшества. Все другие категории были упразднены (8).
Корпус Дворянской Папской гвардии принял название Почётной гвардии Папы (Guardia d’Onore del Papa), и представляется только почетной службой (9). Швейцарская гвардия, Палатинская гвардия и Папская жандармерия остались на службе (10).
Письмо заканчивается следующим заявлением:
«Мы предписываем это, чтобы то, что было Нами установлено с этим письмом по собственной инициативе должно остаться и соблюдаться, несмотря на любые противные утверждения.»
Оригинальный текст (лат.)Quaecumque vero a Nobis hisce litteris motu proprio datis decreta sunt, ea omnia firma ac rata esse iubemus, contrariis quibuslibet non obstantibus.

## Сноски и примечания
Сноски
1. ↑  Некоторые источники говорят, что Палатинская гвардия или жандармерия были расформированы motu proprio, но на самом деле это было письмо Павла VI своему государственному секретарю от 14 сентября 1970 года, которое расформировывало все папские вооружённые силы, за исключением швейцарской гвардии'"`UNIQ--ref-00000000-QINU`"'.

Примечания
1. ↑  Текст апостольского письма Pontificalis Domus Архивировано 31 мая 2006 года.  (лат.)